# Woodpeckers from Space
"Woodpeckers from Space" é uma canção da dupla holandesa de euro disco VideoKids, lançada oficialmente em 1984 como single de estreia da dupla e de seu primeiro álbum, "The Invasion of the Spacepeckers".
Esta canção aparece na versão original do episódio de Pingu "Pingu Looks After the Egg", bem como no episódio piloto cujos elementos foram posteriormente incorporados no referido episódio. A trilha sonora posterior substituiu-a pela canção de 1993 de David Hasselhoff "The Pingu Dance".

## Desempenho nas tabelas musicais
| Tabela musical (1984 - 1985)                | Melhor posição |
| ------------------------------------------- | -------------- |
| Alemanha — (Media Control Charts)           | 4              |
| Áustria — (Ö3 Austria Top 40)               | 15             |
| Bélgica — (Ultratop 50 Flanders)            | 17             |
| Dinamarca — (Hitlisten)                     | 4              |
| Espanha — (PROMUSICAE)                      | 1              |
| Noruega — (VG-lista)                        | 1              |
| Países Baixos — (Dutch Top 40)              | 14             |
| Suécia — (Sverigetopplistan)                | 8              |
| Suíça — (Swiss Singles Chart)               | 6              |
| Reino Unido — (The Official Charts Company) | 72             |